# قائمة الحاصلين على نيشان فرانسيس سكورينا (2007-2016)
نيشان فرانسيس سكورينا (وسام فرانسيس سكارينا البيلاروسي) هو أحد أوسمة جمهورية بيلاروسيا. أسسها المجلس الأعلى لجمهورية بيلاروسيا عام 1995. مُنحت للمساهمة في تطوير الثقافة البيلاروسية، للأنشطة الإنسانية والخيرية. تم منح الجائزة الأولى في عام 1997. اعتبارًا من 1 يناير 2017، بلغ عدد الحاصلين على الجوائز 208. تقدم هذه القائمة أولئك الذين تم منحهم للعقد الثاني من وجود النظام.

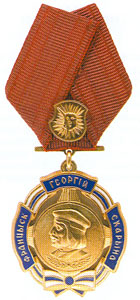
نيشان فرانسيس سكورينا

## عام 2007
عدد الحاصلين على النيشان 10 أشخاص.
- 102 Valentina Ivanovna Gaevaya [كن] المديرة والمديرة الفنية لفرقة الرقصات "Haroshki" 22 فبراير 2007 - 2007، رقم 53، 1/8382 لسنوات عديدة من العمل المثمر، والاحتراف العالي، والمزايا في الأنشطة التربوية والعلمية، والمساهمة الشخصية الهامة في تطوير الحماية الصحية، والثقافة، والإنجازات البارزة في الأنشطة الحكومية والاجتماعية[1]
- 103 يوزيف فيتولدوفيتش رومانوفسكي عميد كلية الطب الوقائي في جامعة الطب الحكومية البيلاروسية[2]
- 104 بافل إيزوتوفيتش ياكوبوفيتش رئيس تحرير جريدة «سوفيتسكايا بيلاروسيا» 9 أغسطس 2007 - 2007، العدد 196، 1/8814 380 لسنوات عديدة من العمل المثمر في الصحافة، مساهمة شخصية كبيرة في تطوير الصحافة البيلاروسية[3]
- 105 فلاديمير إيفانوفيتش أداموشكو مدير إدارة المحفوظات والسجلات بوزارة العدل في جمهورية بيلاروس 30 أغسطس 2007 - 2007، العدد 213، 1/8847 395 لخدمات تطوير العلم والتعليم والثقافة
- 106 فلاديمير ستيبانوفيتش ليبسكي رئيس تحرير مجلة فياسيلكا
- 107 بوريس ميخائيلوفيتش خروستاليف رئيس الجامعة الوطنية البريطانية
- 108 يوري نيكولايفيتش غريغوروفيتش رئيس قسم الكوريغرافيا ودراسات الباليه، أكاديمية موسكو الحكومية للرقص، 28 ديسمبر 2007 - 2008، رقم 5، 1/9267 675 لخدمات في تنمية الثقافة
- 109 بيتر فيكتوروفيتش دروزدوف رئيس اللجنة التنفيذية لمدينة فيتيبسك لسنوات عديدة من العمل المثمر والمهارة المهنية العالية
- 110 فلاديمير فاسيليفيتش روساكيفيتش وزير الإعلام بجمهورية بيلاروسيا
- 111 ألكسندر ليونيدوفيتش زيموفسكي رئيس الشركة الوطنية للإذاعة والتلفزيون الحكومية في بيلاروسيا 31 ديسمبر 2007-2008، العدد 5، 1/9328 709 للمساهمة في إعداد فناني الأداء البيلاروسيين ليوروفيجن[4]

## عام 2008
عدد الفائزين 17 شخص.
- 112 ميخائيل أنتونوفيتش كازينيتس قائد الأوركسترا الشعبية الأكاديمية الوطنية لجمهورية بيلاروسيا الذي سمي على اسم I.Zhinovich 19 فبراير 2008 - 2008، العدد 44، 1/9472 99 لمهارات مهنية عالية، إنجازات في مجال الثقافة
- 113 أناتولي تيخونوفيتش نائب رئيس لجنة Mogilev الإقليمية التنفيذية 18 مارس 2008 - 2008، رقم 68، 1/9552 160 لمساهمة شخصية كبيرة في حل مشاكل التنمية الاقتصادية، والخدمات في تعزيز الدفاع عن البلاد
- 114 غريغوري سيميونوفيتش سوروكو مدير كلية مولوديكنو الموسيقية الحكومية على اسم M. K. Aginsky لإنجازات عالية في المجال الاجتماعي والثقافي
- 115 الكاتب أناتولي كونستانتينوفيتش سوليانوف
- 116 بوريس فيدوسيفيتش غيرلوفان [كن] المصمم الرئيسي للمسرح الأكاديمي الوطني الذي سمي على اسمه يانكا كوبالا 15 مايو 2008-2008، العدد 120، 1/9706 275 للمهارات المهنية العالية، مزايا تنمية الثقافة
- 117 فالنتينا ميخائيلوفنا كريلوفيتش فنانة من جوقة الجوقة الشعبية الأكاديمية الوطنية لجمهورية بيلاروسيا التي سميت باسم جي آي تسيتوفيتش
- 118 ليف بوليكاربوفيتش قائد لياك لمسرح الأوبرا الأكاديمية الوطنية لجمهورية بيلاروسيا
- 119 لاريسا ياكوفليفنا فيليمونيخينا قاضية في المحكمة العليا لجمهورية بيلاروسيا لمهارات مهنية عالية، مزايا في تطوير النظام القضائي
- 120 فيكتور جافريلوفيتش زاخارتشينكو مدير - مدير فني لجوقة كوبان قوزاق بإقليم كراسنودار 10 يوليو 2008 - 2008، رقم 171، 1/9858 369 لمساهمة شخصية كبيرة في تطوير العلاقات الثقافية بين جمهورية بيلاروسيا والاتحاد الروسي
- 121 فالنتين ميخائيلوفيتش سيدوروف رئيس المنظمة العامة الإبداعية لعموم روسيا «اتحاد فناني روسيا»
- 122 فلاديمير ميخائيلوفيتش سيرجيتشيك نائب مدير التدريب الصناعي، كلية غرودنو الحكومية للفنون - 2008، رقم 171، 1/9859 370 لسنوات عديدة من العمل المثمر، وتطوير الثقافة والفنون الوطنية
- 123 Lyubov Grigorievna Rumyantseva أستاذ رئيسي في مرحلة الاستوديو المسرحي للممثل السينمائي RUE "National Film Studio" Belarusfilm "2 سبتمبر 2008-2008، رقم 212، 1/10025 488 لمهنية عالية، سنوات عديدة من العمل المثمر في مجال الثقافة
- 124 يوري أبراموفيتش باشمت المدير الفني والقائد الرئيسي لأوركسترا الدولة السيمفونية «روسيا الجديدة» 6 أكتوبر 2008 - 2008، العدد 248، 1/10092 540 للمساهمة الشخصية الهامة في تطوير الروابط الثقافية البيلاروسية الروسية، وتعزيز الفن الموسيقي الكلاسيكي
- 125 فالنتين فلاديميروفيتش دودكيفيتش [يكون] مديرًا ومديرًا فنيًا للمنظمة الحكومية «فرقة رقص دزيارزانس في بيلاروسيا» 14 أكتوبر 2008 - 2008، رقم 249، 1/10118 558 لسنوات عديدة من العمل المثمر والمهارات المهنية والجدارة في تطوير التعليم والثقافة
- 126 بوريس ميخائيلوفيتش Penchuk أستاذ قسم أداء الأوركسترا، أكاديمية الدولة البيلاروسية للموسيقى
- 127 الكسندر إيفانوفيتش باتيجين رئيس تحرير دورية مجلس وزراء دولة الاتحاد “Union. بيلاروسيا - روسيا "- 2008، رقم 249، 1/10121 561 للمساهمة الشخصية الكبيرة في تطوير العلاقات الودية البيلاروسية الروسية والأنشطة المهنية والإبداعية
- 128. ليونيد ميخائيلوفيتش نيكراشيفيتش فنان - مغني من الفرقة الأكاديمية للغناء والرقص التابعة للقوات المسلحة لجمهورية بيلاروسيا في البيت المركزي لضباط القوات المسلحة لجمهورية بيلاروسيا 4 ديسمبر 2008-2008، العدد 292، 1 / 10288 669 لسنوات عديدة من العمل المثمر، مساهمة كبيرة في تطوير الثقافة

## عام 2009
عدد الفائزين 6 أشخاص.
- 129 فلاديمير فاسيليفيتش غنيلوميدوف كبير الباحثين في معهد اللغة والأدب الذي سمي على اسم يعقوب كولوس ويانكا كوبالا ناس من بيلاروسيا 6 فبراير 2009-2009، العدد 41، 1/10458 74 للإنجازات البارزة في النشاط المهني والإنجازات في تطوير العلوم
- 130 فاليري دانيلوفيتش أنيسينكو المدير والمدير الفني لمؤسسة الدولة «المسرح الجمهوري للدراما البيلاروسية» 24 سبتمبر 2009-2009، العدد 235، 1/10995 471 لسنوات عديدة من العمل المثمر، والمهارة المهنية العالية، والجدارة في تطوير العلم والثقافة والتعليم
- 131 Valentina Vasilievna Velyuga معلمة كيمياء في المدرسة الثانوية الحكومية رقم 1 في ليبل
- 132 بوريس فلاديميروفيتش نيكوف رئيس قسم آلات النفخ بالأكاديمية الحكومية البيلاروسية للموسيقى
- 133 ألكسندر أنوفريفيتش سافيتسكي عضو الجمعية العامة «اتحاد كتاب بيلاروس» 2 نوفمبر 2009-2009، العدد 264، 1/11087 528 لسنوات عديدة من العمل المثمر، والإنجازات الهامة في النشاط المهني، والجدارة في تطوير العلم والثقافة والتعليم
- 134 Valery Nikolaevich Tcherepitsa رئيس قسم تاريخ الدول السلافية، جامعة Grodno State سميت على اسم يانكا كوبالا

## عام 2010
عدد الفائزين 7 أشخاص.
- 135 إينا إيغوريفنا Zubrich Musicologist، عضو الجمعية العامة «الاتحاد البيلاروسي للشخصيات الموسيقية» 4 فبراير 2010-2010، العدد 42، 1/11370 61 لمساهمة كبيرة في تطوير الثقافة والفن
- 136 ميخائيل غريغوريفيتش سولوبوف أستاذ بيان وقسم الأكورديون في الأكاديمية الحكومية البيلاروسية للموسيقى 17 مايو 2010-2010، العدد 120، 1/11642 251 لسنوات عديدة من العمل المثمر، مزايا في تنمية الثقافة
- 137 يوري ميخائيلوفيتش مغني وملحن أنتونوف بوب 29 يونيو 2010-2010، رقم 158، 1/11755
- 338 لتعزيز العلاقات الثقافية بين جمهورية بيلاروسيا والاتحاد الروسي
- 138 نيكولاي كونستانتينوفيتش كازاكيفيتش فنان رسام، عضو في اتحاد الفنانين البيلاروسي 19 يوليو 2010 - 2010، رقم 175، 1/11792
- 370 لمهارة مهنية عالية، مساهمة شخصية كبيرة في تنمية الثقافة
- 139 فيكتور نيكونوفيتش فينوغرادوف أستاذ قسم التصميم والفنون الزخرفية والتطبيقية والرسومات الفنية، جامعة ولاية فيتيبسك التي تحمل اسم P.M. Masherov 8 سبتمبر 2010 - 2010، رقم 222، 1/11944 474 لسنوات عديدة من العمل المثمر، والاحتراف العالي، والمساهمة الشخصية الكبيرة في تطوير التعليم والثقافة
- 140 Andrey Mikhailovich Zaspitsky فنان ونحات، عضو في اتحاد الفنانين البيلاروسي
- 141 ليودميلا بوريسوفنا إيفيموفا، القائد الأعلى للأكاديمية البيلاروسية كابيلا في جمهورية بيلاروسيا الذي سمي على اسم وسام شيرمز من دولة بيلاروسيا للراية الحمراء للعمل في الفيلهارمونيك

## عام 2011
عدد الفائزين 15 أشخاص.
- 142 نيكولاي أفاناسيفيتش Apiok رئيس استوديو الفنانين العسكريين في البيت المركزي لضباط القوات المسلحة لجمهورية بيلاروسيا 21 فبراير 2011-2011، العدد 24، 1/12356 58 للمساهمة الشخصية الكبيرة في تطوير الثقافة البيلاروسية
- 143 ناتاليا فيكتوروفنا غيدا فوكاليست، رائد المسرح في المسرح الموسيقي الأكاديمي الحكومي في بيلاروسيا
- 144 ميخائيل ماريانوفيتش Gruzhevsky مدير المدرسة الثانوية رقم 1 في Oshmyany 23 مايو 2011-2011، رقم 60، 1/12556 209 لتحقيق إنجازات عالية في المجالات الإنتاجية والاجتماعية والثقافية، مساهمة شخصية كبيرة في تحقيق المؤشرات المتوقعة للتنمية الاجتماعية والاقتصادية للجمهورية في 2006-2010.
- 145 أناتولي فيدوروفيتش كوفاليف أستاذ قسم الفنون الجميلة، جامعة ولاية فيتيبسك سميت باسم P.M. Masherova
- 146 فلاديمير فاسيليفيتش Gostyukhin رائد المسرح في الاستوديو الوطني للسينما «بيلاروسفيلم» 3 حزيران (يونيو) 2011-2011، العدد 64، 1/12573 226 لسنوات عديدة من العمل المثمر، والاحتراف العالي، والمساهمة الشخصية الكبيرة في تطوير التعليم والثقافة
- 147 فلاديمير ليونيدوفيتش Zinkevich رئيس قسم الفنون الأثرية والزخرفية، أكاديمية الدولة البيلاروسية للفنون
- 148 بوريس فلاديميروفيتش أراكشيف عضو اتحاد الفنانين البيلاروسيين 2 أغسطس 2011-2011، رقم 88، 1/12740 343 لخدمات في تطوير التعليم والثقافة
- 149- فلاديمير نيكولايفيتش ياسكيفيتش فنان الفرقة النحاسية للأوركسترا النموذجية للقوات المسلحة لجمهورية بيلاروسيا
- 150 فلاديمير فيدوروفيتش الشغلي رئيس شركة المنجزية القابضة، رئيس منظمة تيومين العامة الإقليمية «الاتحاد - تكامل الشعوب الشقيقة» 7 أكتوبر 2011 - 2011، العدد 115، 1/12984 453 لمساهمة شخصية كبيرة في تعزيز العلاقات الاقتصادية والثقافية بين جمهورية بيلاروسيا والاتحاد الروسي
- 151 ليودميلا جيناديفنا كوفاليفا نائب المدير العام لشركة Stolichnoe Television CJSC 26 أكتوبر 2011-2011، العدد 121، 1/13032 491 لسنوات عديدة من العمل المثمر، والاحتراف العالي، والمساهمة الشخصية في تطوير التعليم، والثقافة
- 152 ميخائيل بتروفيتش ليبيديك النائب الأول لرئيس تحرير صحيفة «سوفيتسكايا بيلاروسيا»
- 153 ليونيد كونستانتينوفيتش زخليفني المدير الفني لفرقة الموسيقى الشعبية «بياسيدا» 23 نوفمبر 2011 - 2011 العدد 131، 1/13095 535 لسنوات عديدة من العمل المثمر، مزايا تنمية الثقافة
- 154 فلاديمير أندريفيتش Mishchenchuk عميد كلية المسرح بأكاديمية الدولة البيلاروسية للفنون
- 155 لو غويتشنغ سفيرًا فوق العادة ومفوضًا لجمهورية الصين الشعبية لدى جمهورية بيلاروسيا، 1 ديسمبر 2011-2011، العدد 136، 1/13127
- 565 لمساهمة شخصية كبيرة في تطوير وتعزيز العلاقات السياسية والتجارية والاقتصادية والائتمانية والاستثمارية والعلمية والتقنية والإنسانية بين جمهورية بيلاروسيا وجمهورية الصين الشعبية
- 156- فلاديمير ماتفيفيتش زدانوفيتش [يكون] نائبًا لمجلس النواب في الجمعية الوطنية لجمهورية بيلاروسيا للانعقاد الرابع في 6 ديسمبر 2011 - 2011، العدد 137، 1/13132 569 من أجل الأنشطة الحكومية والعامة المثمرة، مساهمة كبيرة في تطوير التشريع والبرلمان

## عام 2012
عدد الفائزين 8 أشخاص.
- 157 ويليام جوزيف جرانت مدير منظمة تشيرنوبيل الخيرية الأيرلندية 6 يناير 2012 - 2012، العدد 26، 1/13230 19 لمزايا خاصة في العمل الإنساني والخيري
- 158 أنطونينا بتروفنا موروفا رئيسة اللجنة الدائمة لمجلس الجمهورية للجمعية الوطنية لجمهورية بيلاروس بشأن التعليم والعلوم والثقافة والتنمية الاجتماعية 19 أبريل 2012 - 2012، العدد 47، 1/13462
- 195 لسنوات عديدة من العمل المثمر، وتحقيق مؤشرات إنتاج عالية، وتطوير العلم والثقافة والتعليم.
- 159 فلاديمير بافلوفيتش بيرلين تشيلو، مدرس في المعهد التعليمي الحكومي «كلية الجمنازيوم الجمهورية في أكاديمية بيلاروسيا الحكومية للموسيقى»
- 160 داريل آن هاردمان رئيس أصدقاء دار رعاية الأطفال في بيلاروسيا 3 مايو 2012-2012، رقم 52، 1/13482 212 لمزايا خاصة في العمل الإنساني والخيري
- 161 فيليب بيدروسوفيتش كيركوروف مغني بوب، فنان الشعب في الاتحاد الروسي 18 مايو 2012-2012، رقم 58، 1/13515 235 للمساهمة الشخصية الكبيرة في تطوير وتعزيز الروابط الثقافية البيلاروسية الروسية، مهارات عالية الأداء
- 162 فاسيلي فيدوروفيتش سوماريف فنان، عضو في الجمعية العامة «اتحاد الفنانين البيلاروسي» 30 أغسطس 2012 - 2012، 1/13724 394 لخدمات في تطوير الفنون البصرية
- 163 فيودور ياكوفليفيتش بالابايكا مساعد مصمم الرقصات في مؤسسة الدولة "فرقة الرقصات الفخرية للدولة البيلاروسية" خوروشكي "1 أكتوبر 2012 - 2012 1/13793 447 لخدمات تطوير فن الرقص
- 164 فياتشيسلاف بتروفيتش راجويشا رئيس قسم النظرية الأدبية، جامعة بيلاروسيا الحكومية 8 نوفمبر 2012 - 2012، 1/13873 500 لسنوات عديدة من العمل المثمر، مزايا في تطوير التعليم والثقافة

## عام 2013
عدد الفائزين 9 أشخاص.
- 165 ياكوف ميخائيلوفيتش لوبوفيتش المدير العام للمؤسسة الثقافية «مجموعة مكرمة من جمهورية بيلاروسيا» المجمع الترفيهي والثقافي «سيرك ولاية غوميل» 4 فبراير 2013 - 2013، 1/14059 62 لسنوات عديدة من العمل المثمر، تستحق في تطوير الثقافة الوطنية
- 166 ديمتري برونيسلافوفيتش سمولسكي أستاذ بقسم التأليف في المؤسسة التعليمية «أكاديمية الدولة البيلاروسية للموسيقى» 15 أبريل 2013 - 2013، 1/14216
- 189 لسنوات عديدة من العمل المثمر والإنجازات في مجال التربية والفنون الموسيقية
- 167 آدم يوسيفوفيتش مالديس ميثوديست من إدارة الأنشطة الدولية والاجتماعية - الثقافية في مؤسسة التعليم الحكومية «معهد الثقافة في بيلاروسيا» 27 مايو 2013 - 2013، 14288/1 238 لسنوات عديدة من العمل المثمر والإنجازات في مجال التعليم والثقافة
- 168 فيكتور ألكساندروفيتش جروميكو فنان رسام، عضو الجمعية العامة «اتحاد الفنانين البيلاروسي» 20 يونيو 2013 - 2013، 1/14350 279 لسنوات عديدة من العمل المثمر والإنجازات في مجال التعليم والثقافة
- 169 ديمتري ميخائيلوفيتش ديميشيف رئيس قسم نظرية وتاريخ القانون، جامعة بيلاروسيا الحكومية الاقتصادية
- 170 ليونيد الكسندروفيتش دودارينكو فنان رسام، عضو في الجمعية العامة «اتحاد الفنانين البيلاروسي»
- 171 Svetlana Ivanovna Sukhovey أستاذ رئيسي في مرحلة الاستوديو المسرحي للممثل السينمائي RUE "National Film Studio" Belarusfilm "10 سبتمبر 2013 - 2013، 1/14516 422 لسنوات عديدة من العمل المثمر والإنجازات الهامة في مجال الثقافة والفن
- 172 ألكسندر إيفجينيفيتش كرامكو فنان لأوركسترا من أعلى فئة في الأوركسترا الشعبية الأكاديمية الوطنية لجمهورية بيلاروسيا سميت باسم I. Zhinovich من مؤسسة «وسام الدولة البيلاروسية للراية الحمراء لأوركسترا العمل الفلهارمونية» 3 كانون الأول (ديسمبر) 2013 - 2013، 1/14657 536 لسنوات عديدة من العمل المثمر، مساهمة شخصية كبيرة في تطوير التعليم والثقافة والفن
- 173 فلاديمير جيناديفيتش رادزيفيلوف فنان من النوع المنطوق من أعلى فئة من قسم الحفلات الموسيقية والجولات في مؤسسة «وسام الدولة البيلاروسي للراية الحمراء لأوركسترا العمل»

## عام 2014
عدد الفائزين 8 أشخاص.
- 174 بوريس فاسيليفيتش بوريسيونوك ممثل، رئيس مسرح رئيسي في مؤسسة الدولة «المسرح الجمهوري البيلاروسي للمشاهدين الصغار» 4 فبراير 2014 - 2013، 1/14814 65 لسنوات عديدة من العمل المثمر والإنجازات في مجال التعليم والفن والثقافة
- 175 ميخائيل إيفانوفيتش فيشنفسكي النائب الأول لرئيس جامعة ولاية موغيليف الذي سمي على اسم أ. كوليشوفا
- 176 فلاديمير تيودوروفيتش سبيفاكوف المدير الفني ورئيس أوركسترا الحجرة «موسكو Virtuosi»، رئيس معهد الدولة للثقافة «بيت الموسيقى الدولي في موسكو» 24 فبراير 2014 (تم رفضه في 12 آب (أغسطس) 2020). - 2014، 1/14848 95 للمساهمة الشخصية الكبيرة في تطوير الفن الكلاسيكي وتعميمه، إنجازات عظيمة في تعزيز الروابط الثقافية بين الاتحاد الروسي وجمهورية بيلاروسيا
- 177 Zoya Vasilievna Litvinova فنانة، عضو الجمعية العامة «اتحاد الفنانين البيلاروسي» 14 أبريل 2014 - 2014، 1/14943
- 166 لمساهمته الشخصية العظيمة في تطوير الثقافة والفن
- 178 الله شكر جوميت أوغلو باشازاد رئيس قيادة مسلمي القوقاز، الرئيس المشارك لمجلس الأديان في كومنولث الدول المستقلة، رئيس المجلس الاستشاري لمسلمي كومنولث الدول المستقلة، رئيس المجلس الديني الأعلى الشعوب 1 سبتمبر 2014 - 2014، 1/15260 427 للمساهمة الشخصية الهامة في تطوير الحوار البيلاروسي الأذربيجاني بين الدول، والأنشطة الرامية إلى توسيع العلاقات التجارية والاقتصادية والثقافية بين جمهورية بيلاروسيا وجمهورية أذربيجان، وتعزيز الانسجام بين الأديان
- 179 Vyacheslav Alekseevich Sharshunov رئيس المؤسسة التعليمية «جامعة موغيليف الحكومية للأغذية» 13 نوفمبر 2014 - 2014، 1/15404 528 لخدمات تطوير العلم والتعليم
- 180 ميخائيل بوريسوفيتش بيوتروفسكي المدير العام لمؤسسة الموازنة الفيدرالية للثقافة «محبسة الدولة» 3 كانون الأول (ديسمبر) 2014 - 2014، 1/15441 562 للمساهمة الشخصية الهامة في تعزيز وتطوير الروابط الثقافية بين الاتحاد الروسي وجمهورية بيلاروسيا
- 181 فاسيلي دينيسوفيتش ستاريشينوك عميد كلية فقه اللغة البيلاروسية والروسية في جامعة الدولة التربوية البيلاروسية المسمى على اسم تانكا 3 ديسمبر 2014 - 2014، 1/15446 561 للمساهمة الشخصية الكبيرة في تطوير النشاط العلمي والتعليم

## عام 2015
عدد الفائزين 13 أشخاص.
- 182 أولغا ميخائيلوفنا دينيسوفا [كن] رئيسًا لمرحلة الماجستير في مؤسسة الدولة «مسرح الدراما الأكاديمي الوطني الذي يحمل اسم غوركي»22 أبريل 2015 - 2015، 1/15757 170 لسنوات عديدة من العمل المثمر، خدمات في تطوير الفن والثقافة
- 183 Andrey Vyacheslavovich Kruglov رئيس القسم المالي والاقتصادي لشركة Gazprom LLC، رئيس مجلس إدارة الشركة البيلاروسية الروسية المشتركة Belgazprombank 1 يونيو 2015-2015، 1/15831 225 لمساهمة شخصية كبيرة في تعزيز وتطوير العلاقات الثقافية البيلاروسية الروسية
- 184 Yuri Panteleimonovich Zuev Artist، عضو منظمة Vitebsk الإقليمية للرابطة العامة «اتحاد الفنانين البيلاروسي» 18 يونيو 2015-2015، 1/15855 248 لسنوات عديدة من العمل المثمر، خدمات في تطوير الفن والثقافة
- 185 يفغيني نيكولايفيتش ساكوفيتش نائب مدير الشؤون الأكاديمية للمؤسسة التعليمية «مدرسة مينسك للألعاب الرياضية - كلية الآداب»
- 186 الكسندر أندريفيتش بورشيفسكي [يكون] أستاذًا لقسم فقه اللغة البيلاروسية، جامعة وارسو 10 سبتمبر 2015-2015، 1/16017 390 للعمل النشط في الترويج للثقافة واللغة والأدب البيلاروسي، والمساهمة الشخصية الهامة في تطوير الروابط بين الثقافات وتعزيز علاقات حسن الجوار بين جمهورية بيلاروسيا وجمهورية بولندا
- 187 فيكتور نيكيتوفيتش شفيد شاعر ومترجم ودعاية وشخصية عامة
- 188 فلاديسلاف ألكساندروفيتش فرونين رئيس تحرير مؤسسة الموازنة الفيدرالية للدولة «مكتب تحرير صحيفة Rossiyskaya Gazeta» 24 سبتمبر 2015-2015، 1/16032 403 لمساهمة شخصية كبيرة في تشكيل فضاء معلومات مشترك وتطوير التعاون البيلاروسي الروسي في مجال الصحافة
- 189 مارغريتا نيموفنا كاسيموفا أستاذة بقسم الإخراج السينمائي والتلفزيوني في أكاديمية الدولة للفنون البيلاروسية 2 أكتوبر 2015-2015، 1/16047 411 لسنوات عديدة من العمل المثمر، مزايا في تطوير التعليم والفن والثقافة
- 190 نيكولاي بتروفيتش كوزميتش فنان للفن الزخرفي والتطبيقي، عضو في الجمعية العامة «اتحاد الفنانين البيلاروسي»
- 191 بوريس بوريسوفيتش تيتوفيتش باحث في مؤسسة الدولة «متحف فيليكا للتقاليد المحلية»
- 192 فيكتور ياكوفليفيتش دروبيش الملحن 24 أكتوبر 2015-2015، 1/16079 440 من أجل مستوى عالٍ من الإبداع، ومساهمة شخصية كبيرة في تطوير وتعزيز الروابط الثقافية البيلاروسية الروسية
- 193 ألبرت أناتوليفيتش ليخانوف متنبئ لاتحاد المؤسسات العامة «الرابطة الدولية لمؤسسات الأطفال»، رئيس المؤسسة الخيرية العامة لعموم روسيا «صندوق الأطفال الروسي» 4 تشرين الثاني (نوفمبر) 2015 - 2015، 1/16091 449 لخدمات كبيرة في الأنشطة الإنسانية والخيرية في جمهورية بيلاروسيا
- 194 أستاذ إيفان إيفانوفيتش كانوس في قسم التخدير وعلم الإنعاش، المؤسسة التعليمية الحكومية «الأكاديمية الطبية البيلاروسية للتعليم العالي» 26 نوفمبر 2015 - 2015، 1/16124 476 لسنوات عديدة من العمل المثمر والإنجازات في الأنشطة العلمية والتربوية في مجال الصحة

## عام 2016
عدد الفائزين 14 أشخاص.
- 195 Tadeush Antonovich Kokshtys [كن] رئيسًا لمرحلة مؤسسة الدولة «مسرح الدراما الأكاديمي الوطني الذي يحمل اسم يعقوب كلوس»28 كانون الثاني (يناير) 2016 - 2016، 1/16258 32 لسنوات عديدة من العمل المثمر، مزايا في تطوير الفن والثقافة
- 196 فلاديمير جيناديفيتش بيتروف [كن] فنان مطرب (عازف منفرد) - رائد مسرح في مؤسسة الدولة «الأكاديمية الوطنية للأوبرا البولشوية ومسرح الباليه في جمهورية بيلاروسيا»
- 197 Jan Sychevsky [كن] رئيس المجلس الرئيسي للجمعية الاجتماعية والثقافية البيلاروسية في بولندا 17 فبراير 2016 - 2016، 1/16283 57 لمساهمة شخصية كبيرة في نشر التراث الثقافي للشعب البيلاروسي في الخارج وتعزيز علاقات حسن الجوار بين جمهورية بيلاروسيا وجمهورية بولندا
- 198 فالنتينا لاسكيفيتش سكرتيرة المجلس الرئيسي للجمعية الاجتماعية والثقافية البيلاروسية في بولندا
- 199 هيلين كلارك وكيل الأمين العام للأمم المتحدة، مدير برنامج الأمم المتحدة الإنمائي، 18 أبريل 2016 - 2016، 1/16378 145 لمساهمة شخصية كبيرة في تطوير التعاون بين جمهورية بيلاروسيا والأمم المتحدة في تنفيذ إعادة التأهيل الشامل والتنمية المستدامة للمناطق التي عانت نتيجة للكارثة في محطة تشيرنوبيل للطاقة النووية
- 200 جيهان سلطان أوغلو مساعد الأمين العام للأمم المتحدة، مساعد مدير برنامج الأمم المتحدة الإنمائي، المدير الإقليمي لأوروبا ورابطة الدول المستقلة
- 201 فيكتور بتروفيتش تارانتي رئيس قسم علم أصول التدريس والعمل الاجتماعي في المؤسسة التعليمية «جامعة ولاية غرودنو التي تحمل اسم ي. كوبالا»24 يونيو 2016 - 2016، 1/16492 231 لسنوات عديدة من العمل المثمر، والإنجازات الممتازة في النشاط المهني، والمساهمة الشخصية الكبيرة في تدريب المتخصصين المؤهلين تأهيلا عاليا
- 202 أوكسانا فيتاليفنا أنتونيوك، المدير المسرحي، ومقدم برامج الحفلات الموسيقية والمهرجانات لفرقة الأغاني والرقص الأكاديمية الفخرية للقوات المسلحة الأوكرانية 11 يوليو 2016 - 2016، 1/16532 262 للمساهمة الشخصية الهامة في تعزيز وتطوير الروابط الثقافية البيلاروسية الأوكرانية
- 203 سيرجي سافيليفيتش بتروف مخرج، كاتب سيناريو، منتج - 2016، 1/16533 263 لمساهمة شخصية كبيرة في تعزيز وتطوير الروابط الثقافية البيلاروسية الروسية
- 204 Elena Borisovna Spiridovich مراسلة القسم الخاص لمحرري المديرية الرئيسية لإعداد البرامج التلفزيونية لمركز الإنتاج العام للشركة الوطنية للتلفزيون والإذاعة الحكومية 12 يوليو 2016-2016، 1/16536 264 لسنوات عديدة من العمل المثمر، والاحتراف العالي، والمساهمة الشخصية في تطوير ونشر الثقافة الوطنية
- 205 سيرجي فالنتينوفيتش فرانكوفسكي [يكون] ممثل ومغني (عازف منفرد) - رائد رئيسي في مرحلة مسرح الدولة ومؤسسة الترفيه «أكاديمية بولشوي للأوبرا ومسرح الباليه في جمهورية بيلاروسيا» 28 سبتمبر 2016 - 2016، 1/16657 352 لسنوات عديدة من العمل المثمر، مساهمة شخصية كبيرة في الفن والثقافة
- 206 أناستازيا بتروفنا أوسيتيس رئيسة المؤسسة الخيرية للقديسين المتساويين مع الرسل قسطنطين وهيلينا 11 نوفمبر 2016 - 2016، 1/16735 414 لمساهمة شخصية كبيرة في تعزيز السلام والعلاقات الودية والتعاون بين الاتحاد الروسي وجمهورية بيلاروسيا
- 207 الكسندر الكسندروفيتش سولوفيوف فنان رسام، عضو اتحاد الفنانين البيلاروسيين 24 نوفمبر 2016 - 2016، 1/16749 427 لسنوات عديدة من العمل المثمر، مساهمة شخصية كبيرة في تطوير الفن والثقافة
- 208 ألكسندر جريجوريفيتش تيكانوفيتش المدير العام والمنتج العام لشركة ذات مسؤولية محدودة "Profiartvideon"